# Срджан Мркушич
Срджан Мркушич (сербохорв. Srđan Mrkušić, серб. Срђан Мркушић, 26 травня 1915, Синь — 30 жовтня 2007, Белград) — югославський футболіст, що грав на позиції воротаря, зокрема, за клуби БСК «Белград» та «Црвена Звезда», а також національну збірну Югославії.
Триразовий чемпіон Югославії. Триразовий володар кубка Югославії.

## Клубна кар'єра
У футболі дебютував 1934 року виступами за команду «Хайдук» (Спліт), в якій провів два сезони, взявши участь у 35 матчах чемпіонату. 
Своєю грою за цю команду привернув увагу представників тренерського штабу клубу БСК «Белград», до складу якого приєднався 1936 року. Відіграв за белградську команду наступні вісім сезонів своєї ігрової кар'єри.
Протягом 1945 року захищав кольори клубу «Милиционар».
1946 року перейшов до клубу «Црвена Звезда», за який відіграв 8 сезонів. Завершив професійну кар'єру футболіста виступами за команду «Црвена Звезда» у 1954 році.
9 вересня 1953 року в матчі між «Црвеною Звездою» і «Спартаком» з Суботиці встановив рекорд футболу колишньої Югославії як найстаріший учасник матчів національних чемпіонатів, йому було 38 років, 3 місяці та 13 днів.

## Виступи за збірні
Є одним із семи футболістів, які захищали кольори національної збірної до та після Другої світової війни (також Мирослав Брозович, Звонимир Цимерманчич, Франьо Велфл, Бранко Плеше, Фране Матошич та Любомир Ловрич). 
1941 року дебютував в офіційних матчах у складі національної збірної Югославії. Протягом кар'єри у національній команді провів у її формі 11 матчів, пропустивши 2 голи.
У складі збірної був учасником чемпіонату світу 1950 року у Бразилії, де зіграв з Чилі (2-0), США (0-1) і з Іспанією (0-1). 

## Титули і досягнення
- Чемпіон Югославії (3):

БСК «Белград»: 1938—1939
«Црвена Звезда»: 1951, 1952—1953
- Володар Кубка Югославії (3):

«Црвена Звезда»: 1948, 1949, 1950
Помер 30 жовтня 2007 року на 93-му році життя у місті Белград.